# Запорожский сельский совет (Софиевский район)
Запорожский сельский совет (укр. Запорізька сільська рада) — входит в состав
Софиевского района
Днепропетровской области
Украины.
Административный центр сельского совета находится в 
с. Запорожское.

## Населённые пункты совета
- с. Запорожское
- с. Братское